# Éric Vinson
Pour les articles homonymes, voir Vinson.
Éric Vinson, né le 28 janvier 1971 à Montpellier, est un enseignant, chercheur et journaliste français spécialisé sur le religieux, le spirituel et la laïcité. 
Il est docteur en science politique, chercheur associé au laboratoire Groupe Sociétés, Religions, Laïcités de l'École pratique des hautes études et du Centre national de la recherche scientifique, et a enseigné notamment à l'Institut d'études politiques de Paris, à l'université Paris-Dauphine, à l'Institut catholique de Paris et à l'Institut d'études bouddhiques, dont il est le directeur pédagogique. 
Sa dernière publication : Le spirituel : un concept opératoire en sciences humaines et sociales, ouvrage qu'il a co-dirigé avec Claude Le Fustec, Myriam Watthee-Delmotte et Xavier Gravend-Tirole, dans la collection Religio, aux Presses Universitaires de Louvain (PUL, Belgique, 2022). 

## Biographie
Eric Vinson effectue ses études supérieures d’abord en classe préparatoire littéraire au lycée Blaise Pascal de Clermont-Ferrand, puis est diplômé de l’Institut d'études politiques de Paris en 1994. Il obtient par ailleurs une licence de philosophie à l’Université Panthéon-Sorbonne et puis poursuit les cours à Sciences-Po pour obtenir un DEA d‘Études Politiques en 1997, option « Pensée Politique » ; et en 2015 un Doctorat de Science Politique, option Théorie politique (Cévipof-Sciences Po) sur La mobilisation du « spirituel » en démocratie au XXe siècle, trois exemples français : Jean Jaurès, Jacques Maritain, Lanza del Vasto,.
En 1997, il commence son activité professionnelle en travaillant pour Pierre Larrouturou au sein de la structure 4 jours-Nouvel Équilibre, afin de promouvoir une baisse massive du temps de travail pour lutter contre le chômage. En 1998, il cesse cette activité pour diriger jusqu’en 2001 le cabinet de Mgr Antoine de Vial, directeur du Service Pastoral d'Études Politiques (SPEP).

### Journalisme et vulgarisation
À partir de cette date, Éric Vinson devient journaliste. Il collabore d'abord dans des publications de Malesherbes Publications, une filiale du groupe Le Monde : à l'hebdomadaire La Vie, au bimestriel Le Monde des religions et au mensuel Prier, qu'il dirige de 2006 à 2009.
En 2004, il conçoit les premiers hors-série du Point sur les Textes fondamentaux et collabore régulièrement depuis à cette publication ; il est ainsi la cheville ouvrière des hors série les Textes fondamentaux, des trois Monothéismes (novembre 2004), de l'ésotérisme (février 2005), des religions orientales (janvier 2006), de la Franc-maçonnerie (2009) et partiellement de la Mystique (2012). Entre 2010 et 2014, il collabore avec Témoignage Chrétien et Le Monde des religions.
Il est souvent invité dans les médias en tant qu'expert sur les sujets relatifs au religieux (le bouddhisme ; l'interreligieux, en particulier les rapports entre christianisme et bouddhisme). Avec la journaliste Sophie Viguier-Vinson, il publie en mai 2014 Jaurès le prophète, Mystique et politique d'un combattant républicain (Albin Michel). Consacré à la spiritualité de Jaurès et à son actualité, cet essai suscite un certain écho médiatique ,, signalement dans Le Point, émissions de radio, etc. Début 2018, il publie avec S. Viguier-Vinson Mandela Gandhi : la sagesse peut-elle changer le monde ? (Albin Michel), ouvrage consacré à deux autres "démocrates spirituels" remarquables, à leur lien avec l'Afrique du Sud ainsi qu'à leur fécondité effective et potentielle pour aujourd'hui et demain.

### Recherche et enseignement
Il est l'auteur en 2015 d'une thèse de Théorie politique (dirigée par le Pr Jean-Marie Donégani, École doctorale de Sciences Po) sur les rapports entre démocratie et spiritualité en France au XXe siècle. Avec la sociologue des religions Mireille Estivalèzes, il crée en 2006 et anime jusqu'en 2011 à Sciences Po le module Religions et Sociétés, associant cours magistral et conférences de méthode.
Membre du groupe de recherche sur le bouddhisme contemporain (GRBC, rattaché à l'ISTR de Paris), il a enseigné le fait religieux et laïque à l'École de journalisme de Sciences Po, à l'université de Lorraine et à l'ISFEC Mounier dépendant de l'Institut catholique de Paris (ICP). Enseignant la philosophie hindoue à l'École polytechnique, il enseigne aussi sur le bouddhisme à l'Institut d'études bouddhiques (IEB) et à l'Institut de sciences et de théologie des religions (ISTR) de l'Institut catholique de Paris. Au sein de ce même institut, il a également participé aux activités du laboratoire Dialogue et Conversion (2010-2013). En mai 2016, il rejoint le GSRL (Groupe Sociétés Religions Laïcités, laboratoire EPHE/CNRS) comme chercheur associé. Depuis 2016, il dirige le module « Religions & Sociétés » du Magistère de sciences de gestion (2ème année) de l'université Paris-Dauphine et co-anime (avec Kathy Rousselet, directrice de recherche au CERI)  le séminaire transversal “Politique & Religion” de l'École doctorale de Sciences Po.
Jusqu'en 2012, il a dirigé l'Institut de Formation à l'Étude et à l'Enseignement des Religions (IFER, CUCDB) à Dijon. Dans ce cadre, il travaille en particulier sur la pédagogie et la didactique du fait religieux et laïque, ainsi que sur l'épistémologie des sciences religieuses, en défendant la nécessité du développement de la “science des religions et des laïcités” (ou “religiologie”) en France.
De 2015 à 2017, il collabore en tant qu'expert et formateur avec la région Île-de-France et le département du Val-d'Oise sur les problématiques liées au vivre-ensemble, à la laïcité et à la prévention de la radicalisation.
Depuis 2018, Éric Vinson est le responsable pédagogique d'un programme de formation interreligieuse et laïque organisée avec le soutien de l'État et en partenariat avec Sciences Po, fondé sur le dialogue pluraliste et l'expertise académique : “Émouna, l'amphi des religions”. Au service de l'intérêt général, ce programme promeut l'ouverture et l'excellence des représentants du judaïsme, du christianisme, de l'islam et du bouddhisme ; il vise à renforcer les liens entre les différentes religions de France et leur intégration à la République.
Éric Vinson a participé à plusieurs ouvrages collectifs sur les questions religieuses, spirituelles et apparentées.

### Engagements associatifs
Au cours des années 1990 et 2000, il participe aux activités des associations Démocratie et Spiritualité, Chrétiens pour une Gauche Nouvelle (CGN, cf. Gauche chrétienne) et Association Religions-Laïcité-Citoyenneté (ARELC). Par ailleurs, il devient administrateur de l'Institut d'études bouddhiques (IEB), où il anime des ateliers de réflexion sur la double appartenance chrétien-bouddhiste. 
En outre, il devient co-secrétaire de l'ADIESR, Association pour le Développement de l'IESR (Institut Européen en Sciences des Religions, Ve section de l'E.P.H.E. Sciences religieuses).
En 2013, il participe à la création de l'association Esprit Civique, à l'articulation de la société civile, des milieux intellectuels et du monde parlementaire. Enfin, il crée avec Marine Quenin (fondatrice de l'association Enquête) le fonds de dotation Grandir Ensemble : Laïcité-Religions-Éducation. 
Ancien président de l'association Enquête,, il a également présidé jusqu'en décembre 2017 le fonds de dotation « Grandir Ensemble : Laïcité-Religions-Éducation », deux structures non lucratives destinées à la diffusion et à la promotion en France de la culture laïque des religions ainsi qu'à une meilleure connaissance et pratique de la laïcité française. En mars 2015, Enquête est agréée par l'Éducation Nationale et distinguée par le Président de la République dans le cadre du dispositif La France s'engage, avant de recevoir une mention spéciale lors de la remise du premier Prix de la laïcité de la République française le 9 décembre 2015. De l'été 2018 à mars 2019, il a été Délégué général de l‘association Démocratie&Spiritualité (D&S). Il est actuellement le responsable pédagogique d'“Émouna, l'amphi des religions”, le programme de formation interreligieuse et laïque de Sciences Po. 

## Spiritualité
Éric Vinson a reçu une éducation marquée par le catholicisme (sous l'influence de sa mère, originaire du Massif Central), et par le bouddhisme tibétain (sous celle de son père, originaire de la Réunion) ; ce qui l'amena à rencontrer à l'âge de 6 ans le 16e karmapa et Kalou Rinpoché.

## Publications
- Le spirituel : un concept opératoire en sciences humaines et sociales, avec Claude Le Fustec, Myriam Watthee-Delmotte et Xavier Gravend-Tirole (dir.), coll. Religio, Presses Universitaires de Louvain (PUL, Belgique, 2022).
- Tulkou. Autobiographie d'un lama réincarné en Occident de Elijah Ary, préface du 14e dalaï-lama, Philippe Rey,  (ISBN 2848767065 et 9782848767062)
- Mandela Gandhi : la sagesse peut-elle changer le monde ?, avec Sophie Viguier-Vinson, Albin Michel, 2018.
- Jaurès le prophète, Mystique et politique d'un combattant républicain, avec Sophie Viguier-Vinson, Albin Michel, 2014.
- Judaïsme, christianisme, islam : les textes fondateurs commentés, avec Jean Delumeau, Régis Debray, Malek Chebel, Armand Abécassis, Taillandier, 2005.
- Avec ou sans Dieu, le philosophe et le théologien, avec Régis Debray et Claude Geffré, Bayard, 2006.
- Les religions d'Asie : Hindouisme, bouddhisme et taoïsme : les textes fondamentaux commentés, avec Catherine Golliau, Stéphane Feuillas et Romain Graziani, Taillandier, 2006.
- L'Ésotérisme : les textes fondamentaux commentés, avec Catherine Golliau, Olivier Souan et Xavier Accart, Taillandier, 2007.
- Grandir avec l'engagement, avec Michel Dubost, éd. Pygmalion, 2012